# Everglow
Everglow (en hangul, 에버글로우; estilizado en mayúsculas), es un grupo musical femenino surcoreano formado y gestionado inicialmente por Yuehua Entertainment. Está conformado actualmente por cuatro integrantes activas: E:U, Sihyeon, Onda y Aisha. Las miembros Mia y Yiren, aunque no han dejado oficialmente el grupo, actualmente están inactivas de las actividades del grupo. Son reconocidas por su música electropop y por su temática girl crush.
Everglow hizo su debut el 18 de marzo de 2019 con el álbum sencillo Arrival of Everglow y su canción principal «Bon Bon Chocolat». Sus sencillos «Adios» (2019) y «Dun Dun» (2020) alcanzaron los números 2 y 3 en la lista de World Digital Song Sales, consolidando su presencia global. «La Di Da» (2020) fue nombrado por Billboard como la mejor canción de K-pop de ese año.

## Historia

### Predebut
En 2008, Aisha (Heo Yoo-rim) audicionó para JYP Entertainment y fue aprobada, convirtiéndose en una posible integrante de un futuro grupo femenino. Abandonó la agencia luego de ser aprendiz por más de ocho años. En 2016, Sihyeon compitió en el programa de telerrealidad Produce 101 como aprendiz individual en 2016. Fue eliminada en el episodio 8 y se afilió a Yuehua Entertainment. En 2017, Onda (Jo Se-rim) fue concursante en Idol School, otro programa de Mnet. Fue eliminada en el episodio 4 luego de ubicarse en el lugar 40.Ese mismo año, E:U (Park Ji-won), quien fue animadora acrobática, participó en el programa Delicious Cooking Class de SBS. En 2018, Sihyeon y Yiren concursaron en Produce 48, al igual que su compañera de agencia Choi Ye-na. Ambas fueron eliminadas en el episodio 11.
El 17 de febrero de 2019, Yuehua Entertainment anunció el debut de Everglow e inauguró sus cuentas oficiales de Instagram y Daum Cafe. Cada integrante fue revelada mediante la serie de videos «Crank in Film». El 28 de febrero, Everglow publicó un cover de la coreografía de «Rumor», canción interpretada por Sihyeon en Produce 48, y logró acumular más de 2 millones de vistas en YouTube en 24 horas. En la primera semana de marzo se publicaron fotos conceptuales, más covers, y el adelanto del video musical de «Bon Bon Chocolat» que superó los 5 millones de vistas en dos días.
Las integrantes revelaron que originalmente el nombre de su grupo sería Ultraviolet.

### 2019: Debut conArrival of Everglowy expansión comercial conHush

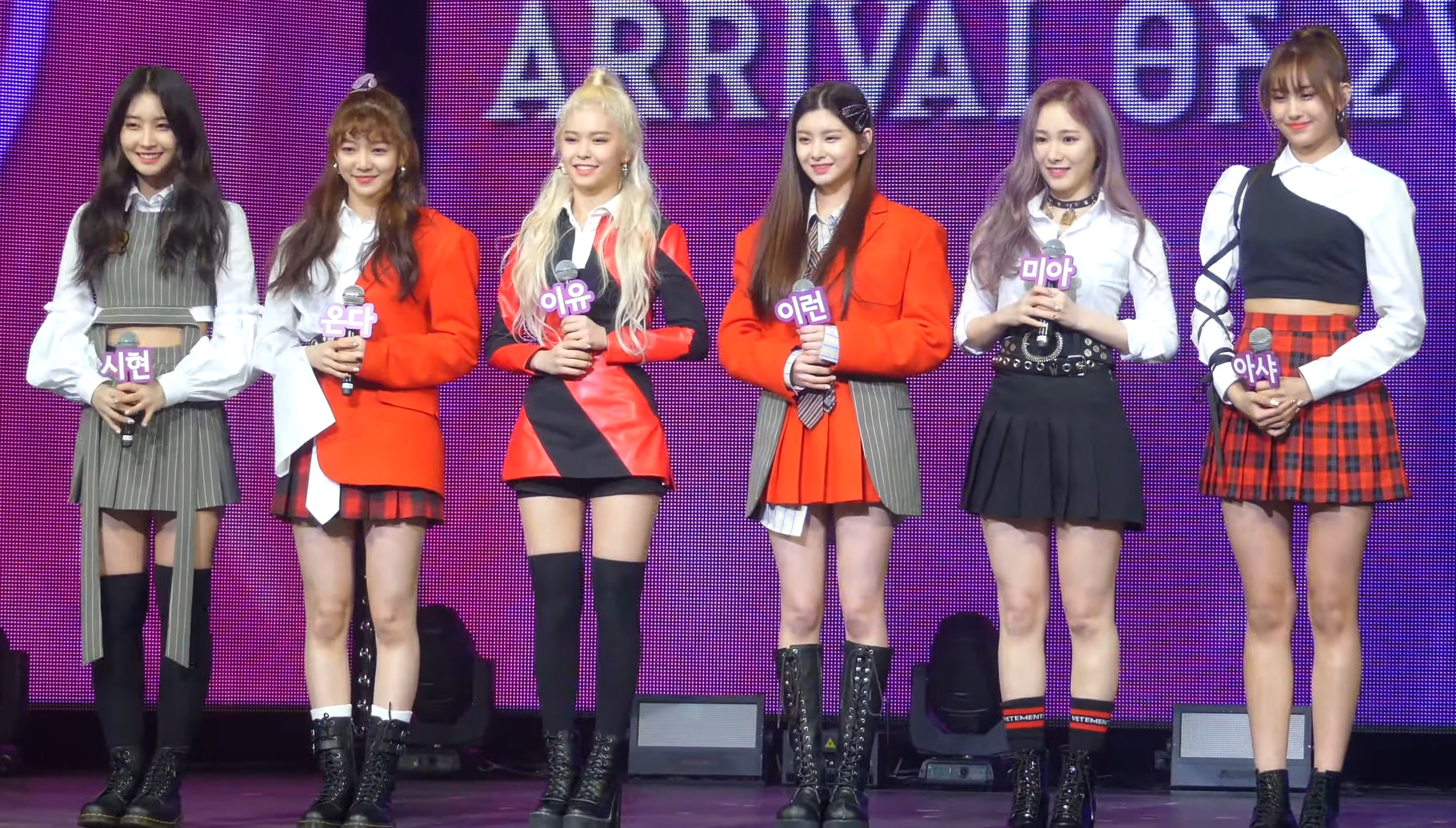
Everglow presentando Arrival of Everglow en marzo de 2019

El 18 de marzo de 2019, Everglow lanzó su primer álbum sencillo, Arrival of Everglow, con el sencillo principal «Bon Bon Chocolat», coescrito por la cantautora Melanie Fontana. La integrante E:U también coescribió la canción «Moon». El grupo hizo su presentación debut el 21 de marzo en el programa musical M Countdown. Arrival of Everglow alcanzó el puesto 6 en Gaon Album Chart, mientras que «Bon Bon Chocolat» debutó en el puesto 5 en la lista de World Digital Song Sales de Billboard.Del 13 de agosto al 10 de septiembre, se emitió en Mnet el primer programa de telerrealidad del grupo titulado Everglow Land.
El 19 de agosto de 2019, Everglow lanzó su segundo álbum sencillo, Hush, con el sencillo principal «Adios».Las tres canciones en el álbum sencillo entraron en la lista de World Digital Song Sales de Billboard: «Adios» alcanzó el puesto 2 y permaneció en la lista durante seis semanas; las pistas secundarias, «Hush» y «You Don't Know Me», alcanzaron los puestos 8 y 10 respectivamente. Gracias al éxito comercial que recibieron, el 24 de septiembre de 2019, el grupo ganó su primer premio de programa musical en The Show.

### 2020:Reminiscence, primera gira musical y–77.82X–78.29
El 3 de febrero de 2020, Everglow lanzó su primer miniálbum, Reminiscence, con el sencillo principal «Dun Dun». Este marcó la primera aparición del grupo en listas de sencillos de Gaon, alcanzando el número 63 en la lista de descargas. El EP debutó en el número 4 en la lista de álbumes y vendió más de 27.000 copias en el mes de su lanzamiento. El video musical de «Dun Dun» superó las 200 millones de visitas en junio de 2020.
El 21 de enero de 2020, se anunció que Everglow se embarcaría en su primera gira Everlasting Tour, en Estados Unidos. Comenzó el 6 de marzo de 2020 en la ciudad de Dallas. Everglow estaba programado para presentarse en cuatro ciudades más: Atlanta, Chicago, Nueva Jersey y Los Ángeles. Sin embargo, debido al brote de coronavirus, se canceló su espectáculo en Los Ángeles.
El segundo miniálbum del grupo, -77.82X-78.29, fue lanzado el 21 de septiembre de 2020, junto con el sencillo principal «La Di Da» y otras tres «Untouchable», «Gxxd Boy» y «No Good Reason». La integrante E:U fue coescritora de «La Di Da», siendo la segunda canción del grupo coescrita por ella. Las fotos conceptuales del grupo se publicaron junto con su calendario de promociones. A fines de 2020, «La Di Da» fue nombrada la mejor canción de K-Pop del año por Billboard.
Everglow lanzó una canción para la banda sonora de la serie de televisión coreana The Spies Who Loved Me el 12 de noviembre. Esta se titula «Let Me Dance» y es un remake de la canción del mismo nombre de 2003, de Lexy con Teddy Park.
El 1 de diciembre de 2020, Yuehua Entertainment confirmó que Sihyeon y Yiren dieron positivo por COVID-19.

### 2021:Last Melody, campaña de Unicef yReturn of the Girl
El 9 de enero de 2021, Yuehua anunció que Yiren y Sihyeon reanudarán sus actividades después de recibir un resultado negativo en su prueba final de COVID-19.
El 25 de mayo de 2021, Everglow regresó con su tercer álbum sencillo Last Melody, con el sencillo principal «First». En su concepto de regreso, las integrantes del grupo fueron retratadas como «guerreras del futuro». «First» debutó en el puesto número 6 en la lista de Word Digital Song Sales de Billboard, mientras que las canciones secundarias del álbum sencillo «Please Please» y «Don't Ask Don't Tell» entraron en los puestos número 19 y 20, respectivamente. El 1 de junio de 2021, el grupo ganó su segundo premio en el programa musical The Show, con la canción «First». El 25 de mayo, durante el showcase del grupo para su álbum sencillo, se anunció que el rol de liderazgo del grupo, originalmente en manos de E:U, había sido transferido a Sihyeon.
Everglow se asoció con Unicef para la campaña Promise, destinada a promover la paz mundial y un futuro más feliz para los niños alrededor del mundo. El 25 de agosto de 2021, el grupo lanzó la canción "Promise" junto a su video musical. La promoción de la canción en las redes sociales ayudó a Unicef a donar vacunas y mosquiteros para niños alrededor del mundo.
El 14 de noviembre de 2021, Everglow anunció oficialmente que realizarán un comeback con su tercer miniálbum llamado Return of The Girl. El 16 de noviembre, el grupo publicó la calendarización de los eventos relacionados al lanzamiento. Los días siguientes se publicaron los pósteres conceptuales individuales y grupales, y la lista de canciones. El 1 de diciembre, el grupo regresó con su tercer miniálbum y su sencillo principal, «Pirate».Todas las canciones del EP entraron en varias listas nacionales.El 17 de diciembre, se lanzó un vídeo de presentación de la canción del lado B "Don't Speak" en el canal oficial de YouTube de Everglow.

### 2022–presente:All My Girls, segunda gira musical yZombie
El 15 de abril de 2022, Everglow lanzó una versión remix de su sencillo «Pirate» producida por el DJ y productor neerlandés R3hab.
Everglow colaboró con el DJ y productor alemán TheFatRat para lanzar el sencillo en inglés «Ghost Light» el 18 de noviembre,junto con su versión en coreano.
El 18 de agosto de 2023, Everglow lanzó su cuarto álbum sencillo All My Girls junto al sencillo «Slay», después de 20 meses sin lanzamientos de álbumes.El 30 de agosto, el grupo ganó su tercer trofeo de programa musical en Show Champion con «Slay». Después de las promociones del álbum, Everglow realizó su segunda gira [All My Girls] por diferentes regiones: Estados Unidos, Europa y Japón.A mitad de la gira —que incluyó conciertos desde noviembre de 2023 hasta abril de 2024— el grupo celebró su primer fan meeting el 13 de enero de 2024 en Hong Kong.
El 21 de mayo de 2024, Everglow anunció el lanzamiento de su quinto álbum sencillo Zombie el 10 de junio. The Stereotypes, equipo de producción musical ganador de Grammy, compuso y coprodujo la canción titular del álbum sencillo.

## Miembros
- E:U (이유)
- Sihyeon (시현) - líder
- Mia (미아)
- Onda (온다)
- Aisha (아샤)
- Yiren (이런)

## Discografía

### EPs
- 2020: Reminiscence
- 2020: -77.82X-78.29
- 2021: Return of The Girl

### Álbumes sencillos
- 2019: Arrival of Everglow
- 2019: Hush
- 2021: Last Melody
- 2023: All My Girls
- 2024: Zombie

## Filmografía
| Título        | Año           | Red        | Episodios | Nota                                           |
| ------------- | ------------- | ---------- | --------- | ---------------------------------------------- |
| Everglow Land | 2019          | M2 de Mnet | 5         | Programa de variedades del grupo.              |
| E-Pick Log    | 2019-presente | YouTube    | 10-16     | 4 temporadas                                   |
| Secret48      | 2020          | YouTube    | 12        | Detrás de escenas. Secret48 behind 4 episodios |

## Giras musicales y conciertos
| - Everglow: Everlasting Tour in USA (2020) - Everglow US Tour [All My Girls] (2023) - Everglow EU Tour [All My Girls] (2024) - Everglow Japan Tour [All My Girls] (2024) - Everglow 1st Online Concert "The First" (2021) | - Everglow Concert in Almaty (2022) - Everglow Concert in Bishkek (2022) - Everglow Concert in Astana (2022) - Everglow Fan Meeting: Forever (2024) |